# Polistes badius
Polistes badius är en getingart som beskrevs av Gerst. 1873. Polistes badius ingår i släktet pappersgetingar, och familjen getingar. Inga underarter finns listade i Catalogue of Life.